# Glog
Glog (lat. Crataegus), velik i brojni rod iz porodice ružovki koji obuhvaća 380 priznatih vrsta grmova i niskih stabala, koji narastu najviše do 15 metara.
Rastu samoniklo po rubovima šuma i polja, i u ravničarskim i u planinskim krajevima. Plod mu je crvena bobica (gloginja) koja dozrijeva u rujnu ili listopadu, jestiva je, i koristi se za izradu marmelada, želea i kompota.

## Opći opis
Glog, (rod Crataegus), veliki je rod trnovitog grmlja ili malog drveća iz porodice ruža (Rosaceae), porijeklom iz sjevernog umjerenog pojasa. Mnoge su vrste uobičajene za Sjevernu Ameriku, a brojne kultivirane sorte uzgajaju se kao ukrasi zbog svojih atraktivnih cvjetova i plodova. Glog je također prikladan za formiranje živica, a njegova kombinacija čvrstih grančica, tvrdog drva i brojnih bodlji čini ga snažnom preprekom za stoku i divlje životinje.

## Fizički opis
Glogovi su listopadne biljke s jednostavnim listovima koji su obično nazubljeni ili režnjeviti. Bijele ili ružičaste cvjetove, obično u grozdovima, prate male jabučaste jabuke koje se kreću od crvene do narančaste do plave ili crne. Plodovi se razlikuju po okusu i teksturi, ali su jestivi i ponekad se koriste u biljnoj medicini. Neke vrste karakterizira horizontalno grananje, navika rasta za koju se smatra da povećava njihovu ukrasnu vrijednost. Vrste se lako hibridiziraju jedna s drugom, što njihovu taksonomiju čini pomalo spornom.
U našim krajevima poznat je bijeli (C. monogyna) i službeno još nepriznati kao posebna vrsta crveni glog (C. oxyacantha).
List i cvijet su mu ljekoviti.

## Ugroženost
Tri vrste gloga su ugrožene ili čak kritično ugrožene, to su:
ugrožene:
- Crataegus nigra Waldst. & Kit.

kritično ugrožene
- Crataegus knorringiana Pojark.
- Crataegus necopinata Pojark.
- Crataegus turcicus Dönmez

## Vrste
1. Crataegus aestivalis (Walter) Torr. & A.Gray
2. Crataegus alabamensis Beadle
3. Crataegus alleghaniensis Beadle
4. Crataegus ambigua C.A.Mey. ex A.K.Becker
5. Crataegus aprica Beadle
6. Crataegus aquacervensis J.B.Phipps & O´Kennon
7. Crataegus artzachensis Gabrielian & Sargsyan
8. Crataegus ashei Beadle
9. Crataegus atrovirens J.B.Phipps & O´Kennon
10. Crataegus aurantia Pojark.
11. Crataegus aurescens J.B.Phipps
12. Crataegus austromontana Beadle
13. Crataegus azarolus L.
14. Crataegus babakhanloui Khat.
15. Crataegus baroussana Eggl.
16. Crataegus beadlei Ashe
17. Crataegus beata Sarg.
18. Crataegus berberifolia Torr. & A.Gray
19. Crataegus brachyacantha Engelm.
20. Crataegus brazoria Sarg.
21. Crataegus calpodendron (Ehrh.) Medik.
22. Crataegus calycina Peterm.
23. Crataegus castlegarensis J.B.Phipps & O´Kennon
24. Crataegus caucasica K.Koch
25. Crataegus ceratocarpa Kossych
26. Crataegus chlorocarpa Lenné & K.Koch
27. Crataegus chlorosarca Maxim.
28. Crataegus christensenii Dönmez
29. Crataegus chrysocarpa Ashe
30. Crataegus chungtienensis W.W.Sm.
31. Crataegus clarkei Hook.f.
32. Crataegus coccinea L.
33. Crataegus coccinioides Ashe
34. Crataegus cognata Sarg.
35. Crataegus coleae Sarg.
36. Crataegus collina Chapm.
37. Crataegus compacta Sarg.
38. Crataegus condigna Beadle
39. Crataegus coriifolia Sharifnia & Zarrink.
40. Crataegus corusca Sarg.
41. Crataegus crus-galli L.
42. Crataegus cuneata Siebold & Zucc.
43. Crataegus cupressocollina J.B.Phipps & O´Kennon
44. Crataegus cuprina J.B.Phipps
45. Crataegus dahurica (Dieck) Koehne
46. Crataegus delawarensis Sarg.
47. Crataegus dispar Beadle
48. Crataegus distincta Kruschke
49. Crataegus dodgei Ashe
50. Crataegus douglasii Lindl.
51. Crataegus dzhairensis Vassilcz.
52. Crataegus enderbyensis J.B.Phipps & O´Kennon
53. Crataegus erythrocarpa Ashe
54. Crataegus erythropoda Ashe
55. Crataegus fecunda Sarg.
56. Crataegus ferganensis Pojark.
57. Crataegus flabellata (Bosc ex Spach) K.Koch
58. Crataegus flava Aiton
59. Crataegus floridana Sarg.
60. Crataegus florifera Sarg.
61. Crataegus fluviatilis Sarg.
62. Crataegus forbesiae Sarg.
63. Crataegus gattingeri Ashe
64. Crataegus gaylussacia A.Heller
65. Crataegus glareosa Ashe
66. Crataegus gracilior J.B.Phipps
67. Crataegus granatensis Boiss.
68. Crataegus grandifolia J.B.Phipps
69. Crataegus greggiana Eggl.
70. Crataegus gregorianii Gabrieljan & Sargsyan
71. Crataegus grossidentata Sharifnia & K.I.Chr.
72. Crataegus harbisonii Beadle
73. Crataegus hatamii Hamzehee, K.I.Chr. & Attar
74. Crataegus heldreichii Boiss.
75. Crataegus heterophylla Flüggé
76. Crataegus heterophylloides Pojark. ex K.I.Chr.
77. Crataegus hissarica Pojark.
78. Crataegus holmesiana Ashe
79. Crataegus hupehensis Sarg.
80. Crataegus incaedua Sarg.
81. Crataegus indicens Ashe
82. Crataegus intricata Lange
83. Crataegus iracunda Beadle
84. Crataegus irrasa Sarg.
85. Crataegus isfajramensis Pachom.
86. Crataegus jesupii Sarg.
87. Crataegus johnstonii J.B.Phipps
88. Crataegus jonesiae Sarg.
89. Crataegus kansuensis E.H.Wilson
90. Crataegus karadaghensis Pojark.
91. Crataegus kelloggii Sarg.
92. Crataegus khatamsazae Hamzehee, K.I.Chr. & Attar
93. Crataegus knorringiana Pojark.
94. Crataegus kurdistanica Hadac & Chrtek
95. Crataegus laciniata Ucria
96. Crataegus lacrimata Small
97. Crataegus laevigata (Poir.) DC.
98. Crataegus lanuginosa Sarg.
99. Crataegus lassa Beadle
100. Crataegus latebrosa Sarg.
101. Crataegus leonensis E.J.Palmer
102. Crataegus lindmanii Hrabétová
103. Crataegus longipes Pojark.
104. Crataegus lucorum Sarg.
105. Crataegus lumaria Ashe
106. Crataegus macracantha Lodd. ex Loudon
107. Crataegus macrocarpa Hegetschw.
108. Crataegus macrosperma Ashe
109. Crataegus magniflora Sarg.
110. Crataegus margarettae Ashe
111. Crataegus marshallii Eggl.
112. Crataegus maximowiczii C.K.Schneid.
113. Crataegus media Bechst.
114. Crataegus menandiana Sarg.
115. Crataegus mexicana Moc. & Sessé ex DC.
116. Crataegus meyeri Pojark.
117. Crataegus microphylla K.Koch
118. Crataegus mollis (Torr. & A.Gray) Scheele
119. Crataegus monogyna Jacq.
120. Crataegus munda Beadle
121. Crataegus nananixonii J.B.Phipps & O´Kennon
122. Crataegus necopinata Pojark.
123. Crataegus neobushii Sarg.
124. Crataegus nigra Waldst. & Kit.
125. Crataegus nikotinii Essenova
126. Crataegus nitida (Engelm. ex Britton & N.E.Br.) Sarg.
127. Crataegus nitidula Sarg.
128. Crataegus okanaganensis J.B.Phipps & O´Kennon
129. Crataegus okennonii J.B.Phipps
130. Crataegus opaca Hook. & Arn.
131. Crataegus opulens Sarg.
132. Crataegus orbicularis J.B.Phipps & O´Kennon
133. Crataegus oreophila Lance
134. Crataegus oresbia W.W.Sm.
135. Crataegus orientalis Pall. ex M.Bieb.
136. Crataegus ouachitensis E.J.Palmer
137. Crataegus padifolia Sarg.
138. Crataegus pallasii Griseb.
139. Crataegus pamiroalaica Zaprjagaeva
140. Crataegus pearsonii Ashe
141. Crataegus pennsylvanica Ashe
142. Crataegus pentagyna Waldst. & Kit. ex Willd.
143. Crataegus pequotorum Sarg.
144. Crataegus persimilis Sarg.
145. Crataegus peshmenii Dönmez
146. Crataegus phaenopyrum (L.f.) Borkh.
147. Crataegus phippsii O´Kennon
148. Crataegus pinnatifida Bunge
149. Crataegus piperi Britton
150. Crataegus populnea Ashe
151. Crataegus praemonticola Holub
152. Crataegus prona Ashe
153. Crataegus pruinosa H.L.Wendl.
154. Crataegus pseudoheterophylla Pojark.
155. Crataegus pulcherrima Ashe
156. Crataegus punctata Jacq.
157. Crataegus purpurella J.B.Phipps & O´Kennon
158. Crataegus putata Sarg.
159. Crataegus pycnoloba Boiss. & Heldr.
160. Crataegus ravida Ashe
161. Crataegus remotilobata Raikova ex Popov
162. Crataegus reverchonii Sarg.
163. Crataegus rhipidophylla Gand.
164. Crataegus rhodamae-loveae T.A.Dickinson
165. Crataegus rivularis Nutt. ex Torr. & A.Gray
166. Crataegus rivuloadamensis J.B.Phipps & O´Kennon
167. Crataegus rivulopugnensis J.B.Phipps & O´Kennon
168. Crataegus roribacca Ashe
169. Crataegus rosei Eggl.
170. Crataegus rubribracteolata J.B.Phipps & O´Kennon
171. Crataegus russanovii Cinovskis
172. Crataegus sakranensis Hadac & Chrtek
173. Crataegus saligna Greene
174. Crataegus sanguinea Pall.
175. Crataegus sargentii Beadle
176. Crataegus scabrida Sarg.
177. Crataegus scabrifolia (Franch.) Rehder
178. Crataegus schizophylla Eggl.
179. Crataegus schuettei Ashe
180. Crataegus senta Beadle
181. Crataegus serratissima J.B.Phipps
182. Crataegus shandongensis F.Z.Li & W.D.Peng
183. Crataegus sheila-phippsiae J.B.Phipps & O´Kennon
184. Crataegus shensiensis Pojark.
185. Crataegus shinnersii Kruschke
186. Crataegus shuswapensis J.B.Phipps & O´Kennon
187. Crataegus songarica K.Koch
188. Crataegus sororia Beadle
189. Crataegus spathulata Michx.
190. Crataegus spes-aestatum J.B.Phipps
191. Crataegus sphaenophylla Pojark.
192. Crataegus spissa Sarg.
193. Crataegus subheterophylla P.D.Sell
194. Crataegus submollis Sarg.
195. Crataegus suborbiculata Sarg.
196. Crataegus succulenta Schrad. ex Link
197. Crataegus sulfurea J.B.Phipps
198. Crataegus talyschensis Pojark. ex Ufimov
199. Crataegus tanacetifolia (Poir.) Pers.
200. Crataegus tanaitica Klokov
201. Crataegus tanuphylla Sarg.
202. Crataegus tenuior J.B.Phipps
203. Crataegus texana Buckley
204. Crataegus theodori Essenova
205. Crataegus thermopegaea E.J.Palmer
206. Crataegus tinctoria Ashe
207. Crataegus tkatschenkoi K.I.Chr.
208. Crataegus tracyi Ashe
209. Crataegus triflora Chapm.
210. Crataegus turcicus Dönmez
211. Crataegus turkestanica Pojark.
212. Crataegus turnerorum Enquist
213. Crataegus tzvelevii Ufimov
214. Crataegus ulotricha Pojark. ex Gladkova
215. Crataegus umbratilis Sarg.
216. Crataegus uniflora Münchh.
217. Crataegus ursopedensis J.B.Phipps & O´Kennon
218. Crataegus vegeta Sarg.
219. Crataegus venusta Beadle
220. Crataegus viridis L.
221. Crataegus warneri Sarg.
222. Crataegus whitakeri Sarg.
223. Crataegus williamsii Eggl.
224. Crataegus wilsonii Sarg.
225. Crataegus wootoniana Eggl.
226. Crataegus xanthophylla Sarg.
227. Crataegus yaltirikii Dönmez
228. Crataegus zagrica Khat.
229. Crataegus zarrei Dönmez
230. Crataegus ×aberrans (Lange) K.I.Chr.
231. Crataegus ×albanica Pojark.
232. Crataegus ×amicta Ashe
233. Crataegus ×anamesa Sarg.
234. Crataegus ×armena Pojark.
235. Crataegus ×bicknellii (Eggl.) Eggl.
236. Crataegus ×bornmuelleri Zabel ex K.I.Chr. & Ziel.
237. Crataegus ×brevipes Peck
238. Crataegus ×chersonensis K.I.Chr.
239. Crataegus ×cispontica Ufimov
240. Crataegus ×cogswellii K.I.Chr. & T.A.Dickinson
241. Crataegus ×collicola Ashe
242. Crataegus ×desueta Sarg.
243. Crataegus ×disperma Ashe
244. Crataegus ×dispessa Ashe
245. Crataegus ×domicensis Hrabétová
246. Crataegus ×dsungarica Zabel ex Lange
247. Crataegus ×dunensis Cinovskis
248. Crataegus ×fretalis Sarg.
249. Crataegus ×haemacarpa Ashe
250. Crataegus ×hafniensis K.I.Chr.
251. Crataegus ×hudsonica Sarg.
252. Crataegus ×ideae Sarg.
253. Crataegus ×immanis Ashe
254. Crataegus ×inexpectans K.I.Chr.
255. Crataegus ×kennedyi Sarg.
256. Crataegus ×killinica K.I.Chr.
257. Crataegus ×knieskerniana Sarg.
258. Crataegus ×kyrtostyla Fingerh.
259. Crataegus ×lambertiana Lange
260. Crataegus ×laneyi Sarg.
261. Crataegus ×maligna Sarg.
262. Crataegus ×ninae-celottiae K.I.Chr. & T.A.Dickinson
263. Crataegus ×notha Sarg.
264. Crataegus ×peloponnesiaca Byatt
265. Crataegus ×pilosa Sarg.
266. Crataegus ×poplavskae Tzvelev
267. Crataegus ×pseudoazarolus Popov
268. Crataegus ×pseudosanguinea Popov ex Pojark.
269. Crataegus ×puberis Sarg.
270. Crataegus ×rubrinervis Lange
271. Crataegus ×rubrocarnea Sarg.
272. Crataegus ×rufula Sarg.
273. Crataegus ×rupicola Sarg.
274. Crataegus ×ruscinonensis Gren.
275. Crataegus ×simulata Sarg.
276. Crataegus ×sinaica Boiss.
277. Crataegus ×spatiosa Sarg.
278. Crataegus ×stenosepala Sarg.
279. Crataegus ×subsphaerica Gand.
280. Crataegus ×tianschanica Pojark.
281. Crataegus ×vailiae Britton
282. Crataegus ×websteri Sarg.
283. Crataegus ×whittakeri Sarg.
284. Crataegus ×yosgatica K.I.Chr.
285. Crataegus ×zangezura Pojark.

## Galerija
- stabla gloga u Njemačkoj visine oko 12 metara
- kora stabla vrste C. crus-galli
- plod vrste C. chrysocarpa
- list i plod, vrsta C. ambigua
- cvijet, C. azarolus
- pupoljci vrste C. mollis